# وادي الذانا
وادي الذانا هو أحد أودية الجزء الشمالي لمرتفعات النقب، ويقسمها إلى وحدتين كبيرتين شمالية وجنوبية. يبلغ طوله قرابة 123 كم، ويتراوح ارتفاعه بين 800 متر و325 متراً عند نهايته. وهو من الأودية التي لا تجري فيها المياه إلا بعد هطول الأمطار. وهو يصل بين وادي عربة وجنوب البحر الميت من الجهو الشرقية وسيناء الشرقية من الجهة الغربية.

## خصائص الوادي
ثمة أودية صغيرة تجتمع لتصب في وادي الدانا، حيث يتجه الوادي شمالاً حتى يصل إلى عين المرة، ثم ينحرف شرقاً ليخرج منطقة المرتفعات ويدخل سهل الذانا المنبسط والذي يرتفع بين 250-300 متر، ثم يتجه إلى الشمال الشرقي حيث يتسع ليصل إلى أكثر من كيلومتر عرضاً. يصب الوادي قرب عين عروس في سبخة غور الصافي جنوب البحر الميت.
أما تكوينه الجيولوجي فيتميز بالصخور الكلسية والرملية التي تعود للحقبة الثانية الجيولوجية (تورون – سينومان – كامبان) والحقبة الثالثة (الايوسين والباليوسين) والحقبة الرابعة (بلايستوسين وحديث).